# Eastern Bengal Railway
| Eastern Bengal Railway                      | Eastern Bengal Railway |
| ------------------------------------------- | ---------------------- |
| Lokomotive Nr. 443 der EBR der Baureihe XB. |                        |
| Streckenlänge:                              | 1905: 2779 km          |
| Spurweite:                                  | 1676, 1000 und 762 mm  |
|                                             |                        |

Die Eastern Bengal Railway (abgekürzt EBR) war eine der wegweisenden Eisenbahngesellschaften, die von 1857 bis 1942 in den Provinzen Bengalen und Assam in Britisch-Indien tätig war.

## Geschichte
Die Eastern Bengal Railway Company wurde 1857 für den Bau und Betrieb einer Linie von Kalkutta nach Dacca, mit einer Abzweigung nach Jessore gegründet, um damit den Eisenbahnverkehr in Ostbengalen einzuführen. Das Einsatzgebiet der EBR sollte das Ostufer des Hooghly River werden, während die East Indian Railway am Westufer des Flusses operierte.
Ende 1882 wurde der Betrieb der 1881 gegründeten Bengal Central Railway (BCR) übernommen. Diese hatte eine 34 km lange Strecke zwischen Ranaghat und Bangaon gebaut, die im Herbst 1882 eröffnet wurde. Eine weitere Bahnstrecke von Dum Dum über Bangaon und Jessore nach Khulna wurde in Etappen eröffnet und bis 1884 komplett fertig gestellt. Im gleichen Jahr wurde die EBR von der indischen Regierung übernommen und in Eastern Bengal State Railway umbenannt.
1887 wurde die Calcutta and South Eastern Railway und einige private kleinere Bahnstrecken, die in Schmalspur gebaut waren, übernommen. Mit der Zeit besaß die EBR ein ausgedehntes Streckennetz in indischer Breitspur, Meterspur und 762-mm-Schmalspur.
1915 kehrte die Gesellschaft zu ihrem alten Namen Eastern Bengal Railway zurück. 1941 wurde die Bengal Dooars Railway in die EBR eingegliedert und 1942 wurden die EBR und die Assam Bengal Railway zur neu gegründeten Bengal and Assam Railway zusammengelegt.

## Fahrzeuge
Ab 1870 setzte die EBR von Franklin Prestage entwickelte zylindrische Güterwagen für den Transport von Jute und Baumwolle ein.
Am 31. Dezember 1877 war die Gesellschaft im Besitz von 43 Dampflokomotiven, 180 Personenwagen und 691 Güterwagen.
Bis 1936 wuchs der Bestand an Rollmaterial auf 327 Lokomotiven, 3 Dampftriebwagen, 1560 Personenwagen und 13 781 Güterwagen.
1926 beschaffte die EBR einen Salon- und einen Begleitwagen für den Gouverneur der Provinz Bengalen des Kaiserreichs Indien. Die Fahrzeuge waren je 22 m lang und durch einen Übergang miteinander verbunden.

## Klassifizierung
Das Unternehmen wurde nach der von der indischen Regierung 1926 eingeführten Indian Railway Classification als Eisenbahn der Klasse I eingestuft.